# Marie-Thérèse d'Autriche (1762-1770)
Pour les articles homonymes, voir Marie-Thérèse d'Autriche.
Marie-Thérèse Elisabeth Philippine Louise Josèphe Jeanne d'Autriche est la fille de l'empereur Joseph II et de sa première épouse Isabelle de Bourbon-Parme.

## Biographie

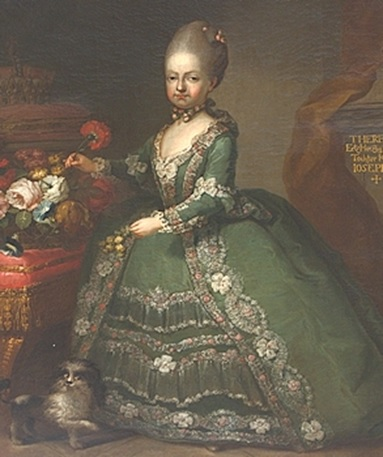
L'archiduchesse Marie-Thérèse, par l'entourage de Martin van Meytens, vers 1770.

Les parents de Marie-Thérèse, l'archiduc héritier Joseph et la princesse Isabelle de Bourbon-Parme, se marient à Vienne le 16 octobre 1760. À la fin de 1761, Isabelle est enceinte et le 20 mars 1762, elle accouche d'une fille qui est baptisée Maria Theresia Elisabeth Philippine Louise Josephe Johanna et qui est titrée archiduchesse d'Autriche. Du côté maternel, Marie-Thérèse descend des Bourbons d'Espagne. Du côté paternel, elle est la première petite-fille de la célèbre Marie-Thérèse d'Autriche et de François Ier du Saint-Empire. Elle est née également du vivant de son arrière-arrière-grand-père le roi Stanislas Leszczynski. 

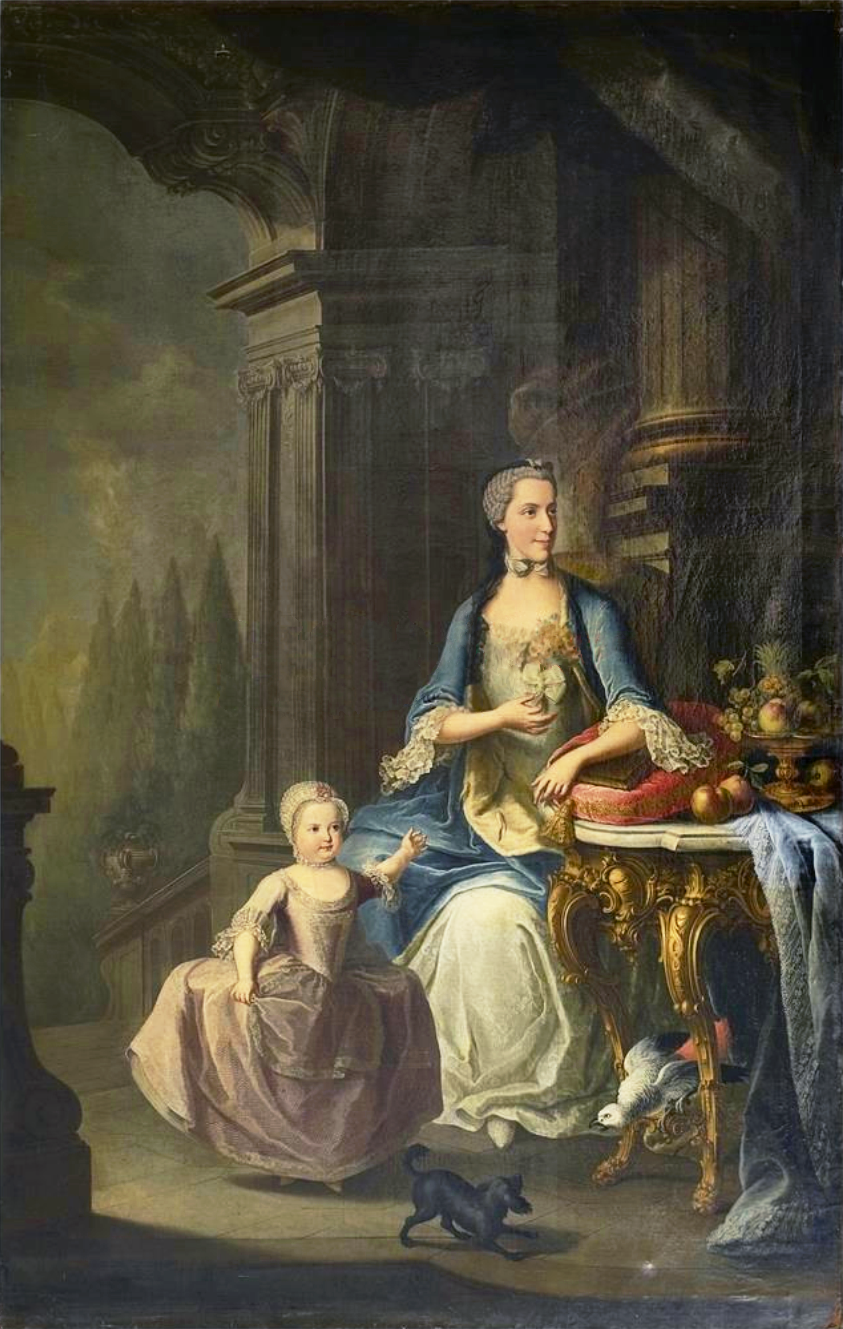
Isabelle de Parme et sa fille Marie-Thérèse, par Martin van Meytens.

Alors que la petite archiduchesse est âgée d'à peine un an, sa mère meurt une semaine après avoir donné naissance à l'archiduchesse Marie-Christine, elle-même décédée quelques instants après sa naissance. Son père est inconsolable et trouve refuge dans sa petite fille, qu'il appelle son « second moi ». Marie-Thérèse est également proche de sa plus jeune tante paternelle, l'archiduchesse Marie-Antoinette, d'à peine sept ans son aînée.

## Décès
La petite archiduchesse est la deuxième des petits-enfants de l'impératrice Marie-Thérèse à mourir, après sa sœur cadette. En effet, à quelques mois de son huitième anniversaire, Marie-Thérèse contracte la pleurésie. Son père fait tout ce qui est en son pouvoir pour la sauver et se rend à son chevet même la nuit. Cependant, la médecine à cette époque est très peu développée et Marie-Thérèse meurt le 23 janvier 1770 d'une fièvre très élevée. Son père en a le cœur brisé. Lorsque le chambellan Khevenhüller dut le déranger pour organiser les funérailles, l'empereur, les larmes aux yeux, lui dit « qu'il avait perdu, pour ainsi dire, sa seule consolation et son seul plaisir ».

Le chagrin de l'empereur est particulièrement visible dans sa lettre adressée à la gouvernante de sa fille, la marquise d'Herzelles, écrite quelques heures après la mort de l'enfant :
Si la décence le permettait, ce serait avec vous seule que je déverserais le chagrin qui transperce mon âme. J'ai cessé d'être père : c'est plus que je ne peux supporter. Malgré ma résignation, je ne peux m'empêcher de penser et de dire à chaque instant : « Ô mon Dieu, restaure-moi ma fille, restaure-la-moi. ». J'entends sa voix, je la vois. J'étais étourdi quand le terrible coup est tombé. Ce n'est qu'après être rentré dans ma chambre que j'en ai ressenti l'horreur totale, et je continuerai à la ressentir tout le reste de ma vie puisqu'elle me manquera en tout...
En tant qu'unique héritier de ma fille, je viens de donner l'ordre de ne garder que ses diamants. Vous devez avoir tout le reste. Une chose que je vous demanderais de me donner est sa robe de chambre blanche brodée de fleurs, et certains de ses écrits...
La mort de sa fille unique chérie conforte Joseph dans sa misanthropie croissante et achève de faire de lui un travailleur compulsif. On dit que, même après sa mort, il a gardé ses robes et ses chaussures.
Elle est inhumée dans la Crypte des Capucins à Vienne. Son tombeau est une effigie qui la représente endormie sur un lit, recouverte d'une couverture, les mains vers le ciel en signe de prière et entourée de la couronne de Saint-Étienne et de la couronne du Saint-Empire.